# Peskovec
 Peskovec  falu Horvátországban Zágráb megyében. Közigazgatásilag Vrbovechez tartozik.

## Fekvése
Zágrábtól 28 km-re északkeletre, községközpontjától 8 km-re délnyugatra fekszik. 

## Története
A települést 1460-ban nemesi birtokként említik először. 1541-ben a rakolnoki uradalom alsó részéhez tartozott. Nevét nehezen művelhető homokos talajáról kapta.
Lakossága 1591-ben a török támadása elől elmenekült. 1618 és 1623 között a szomszédos Lonjicával együtt Szlavóniából telepítették újra. Lakói ideköltözésük és a földek megművelése fejében Zrínyi Györgytől kiváltságokat és kilenc évre adómentességet kaptak. Az adómentesség lejártával évi két dukáttal és egyéb módon adóztak. Kiváltságaik fejében a rakolnok-verebóci nemesi bandériumba szolgálni tartoztak. A falu az Erdődy család birtoka volt. 1770-ben még önálló plébániát akartak itt alapítani, ma a faluban csak egy kis kápolna áll.
A falunak 1857-ben 405, 1910-ben 584 lakosa volt. Trianonig Belovár-Kőrös vármegye Kőrösi járásához tartozott. 2001-ben 325 lakosa volt.

## Lakosság
| Lakosság változása | Lakosság változása | Lakosság változása | Lakosság változása | Lakosság változása | Lakosság változása | Lakosság változása | Lakosság változása | Lakosság változása | Lakosság változása | Lakosság változása | Lakosság változása | Lakosság változása | Lakosság változása | Lakosság változása |
| ------------------ | ------------------ | ------------------ | ------------------ | ------------------ | ------------------ | ------------------ | ------------------ | ------------------ | ------------------ | ------------------ | ------------------ | ------------------ | ------------------ | ------------------ |
| 1857               | 1869               | 1880               | 1890               | 1900               | 1910               | 1921               | 1931               | 1948               | 1953               | 1961               | 1971               | 1981               | 1991               | 2001               |
| 405                | 419                | 427                | 470                | 515                | 584                | 582                | 551                | 510                | 480                | 460                | 370                | 372                | 307                | 325                |

## Nevezetességei
A Kármelhegyi Szűzanya tiszteletére szentelt kápolnája.

## Külső hivatkozások
Vrbovec város hivatalos oldala